# Priority Records
Priority Records é uma empresa de distribuição e gravadora americana conhecida por artistas como NWA, Ice-T, Jay-Z, Snoop Dogg, Big L, Silkk the Shocker e Westside Connection. Também distribuiu gravadoras de hip hop, incluindo Death Row Records, Hoo-Bangin' Records, No Limit Records, Posthuman Records, Rap-A-Lot Records, Rawkus Records, Roc-A-Fella Records, Ruthless Records  e Wu-Tang Records. De acordo com a Billboard, "poucas gravadoras foram tão importantes para a ascensão do hip hop da Costa Oeste quanto a Priority Records".

## Histórico da empresa

### Começo (1985-1996)
A empresa com sede em Los Angeles (sem vínculos ou relações com uma gravadora anterior Priority Records que era uma subsidiária da então CBS Records) foi formada em 1985 por três ex-executivos da K-tel : Bryan Turner, Mark Cerami e Steve Drath. O financiamento inicial foi fornecido pela R-tek, uma empresa liderada por ex-membros do conselho da K-tel: Ray e Harold Kives, e sua empresa assumiu uma participação inicial de 50% na Priority. A Priority comprou a participação da R-tek em 1987.